# Akabizi
Akabizi är ett vattendrag i Burundi. Det ligger i den norra delen av landet, 100 kilometer nordost om huvudstaden Bujumbura.
Omgivningarna runt Akabizi är huvudsakligen savann. Runt Akabizi är det tätbefolkat, med 511 invånare per kvadratkilometer.